# 曆書

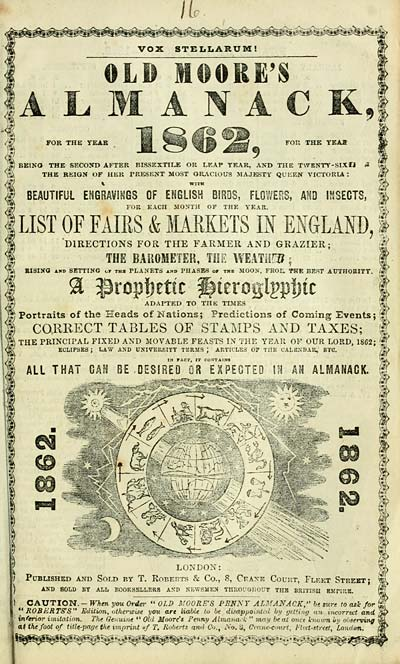
《老摩爾年鑒》是自1697年以來在英國出版的一本占星年鑑。

曆書，也稱為年曆是一種關於一個或多個主題的當前資訊的定期發佈清單。它包括天氣預報、農民的種植日期、潮汐表和其它表格數據等資訊，這些資訊通常根據日曆排列。天文圖表和各種統計資料都可以在曆書中找到，如太陽和月球的升起和落下時間、日食的日期、潮汐的漲落時間和宗教節日。曆書中記錄的一系列事件可能是為特定的讀者群體量身定制的，如農民、水手或天文學家。 

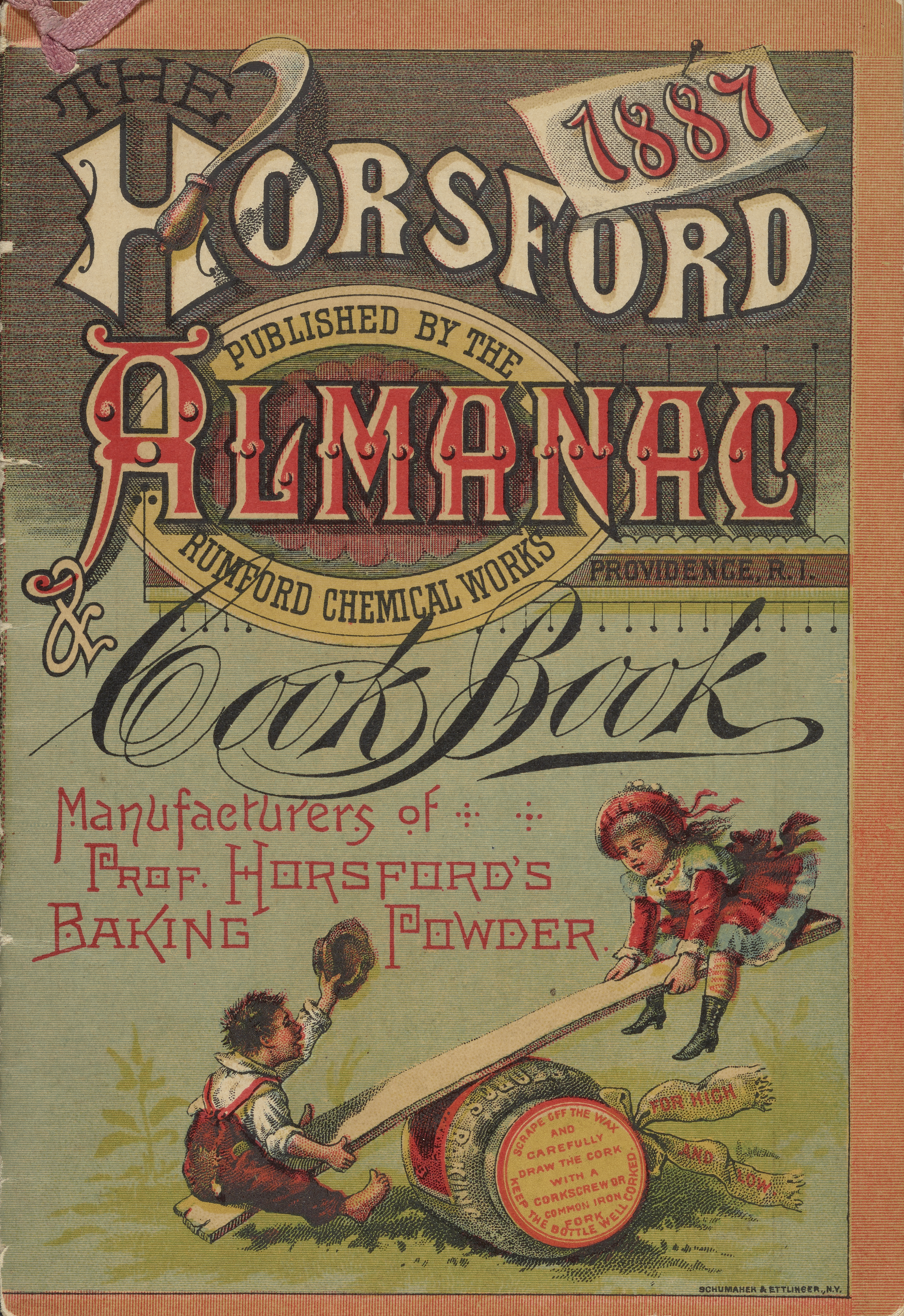
由美國羅德島州普羅維登斯市拉姆福德化工廠和磨坊歷史區出版的《霍斯福德1887年年鑒和烹飪》書的封面。

## 名稱
這個詞的詞源不清楚。最早有記錄的使用這個詞的意思是在1267年：羅傑·培根用它來表示一組詳細描述包括月球在內的天體運動的表格。
有人認為，almanac一詞來源於一個希臘語的單詞，意思類似於行事曆 。然而，這個詞在古代只出現過一次，由凱撒利亞的優西比烏引用波菲利關於科普特埃及人使用占星術的圖表（almenichiaká）。最早的曆書是包含農業、天文或氣象數據的行事曆。但羅傑·培根不太可能從這個詞源中得到這個詞：「儘管這個詞的發音和用法具有暗示性（但其真實形式非常不確定），但在沒有阿拉伯語仲介的情况下，將其與西班牙-阿拉伯語 manākh或中世紀拉丁語聯繫起來的困難似乎是無法克服的。」
一份詞源報告說：「這個詞的最終來源是模糊的。它的第一個音節al-及其與中世紀科學技術的普遍相關性强烈暗示了阿拉伯語的起源，但還沒有找到令人信服的候選者」。歐內斯特·韋克利同樣地陳述了「almanac」最早見於羅傑·培根。顯然來自西班牙-阿拉伯語的「al-manakh」，但這不是一個阿拉伯語單詞…..這個詞仍然是個謎。」 沃爾特·威廉·斯凱特得出結論，阿拉伯起源的構建「不令人滿意」。《牛津英語詞典》同樣地說：「這個詞在阿拉伯語中沒有詞源，但間接的間接證據指向西班牙語-阿拉伯語的al-manākh」。牛津英語詞典說，這個詞的起源是「通過古法語和中世紀拉丁語，來自西班牙語-阿拉伯語al-manāk（行事曆）」。
擬議的阿拉伯語單詞被推測為「al-manākh」的原因是因為「almanach」這個詞，而這兩種拼寫羅傑·培根都使用了。這個詞最早的使用是在天文曆書的背景下。阿拉伯語的這個詞al-munākh在當代阿拉伯語中，其含義與古典阿拉伯語用法不同。這個詞最初的意思是「駱駝下跪的地方，這樣騎師和行李就可以下車」。在現代的阿拉伯語中，這個詞的意思是「氣候」。
當這個詞在西方出現時，具有聲望的托雷多星曆表和其他中世紀阿拉伯天文學著作，以及阿拉伯語中都沒有這個詞，表明它可能是在西方發明的，是偽阿拉伯語。在當時的西方，給一組天文表加上阿拉伯語名稱是很有聲望的。大約在那個時候，出於這個動機，這位假捐贈者的拉丁作家用阿拉伯語筆名寫作。（後來的煉金術詞 alkahest 被認為是偽阿拉伯文。）

## 歷史

### 行事曆和天文氣候曆

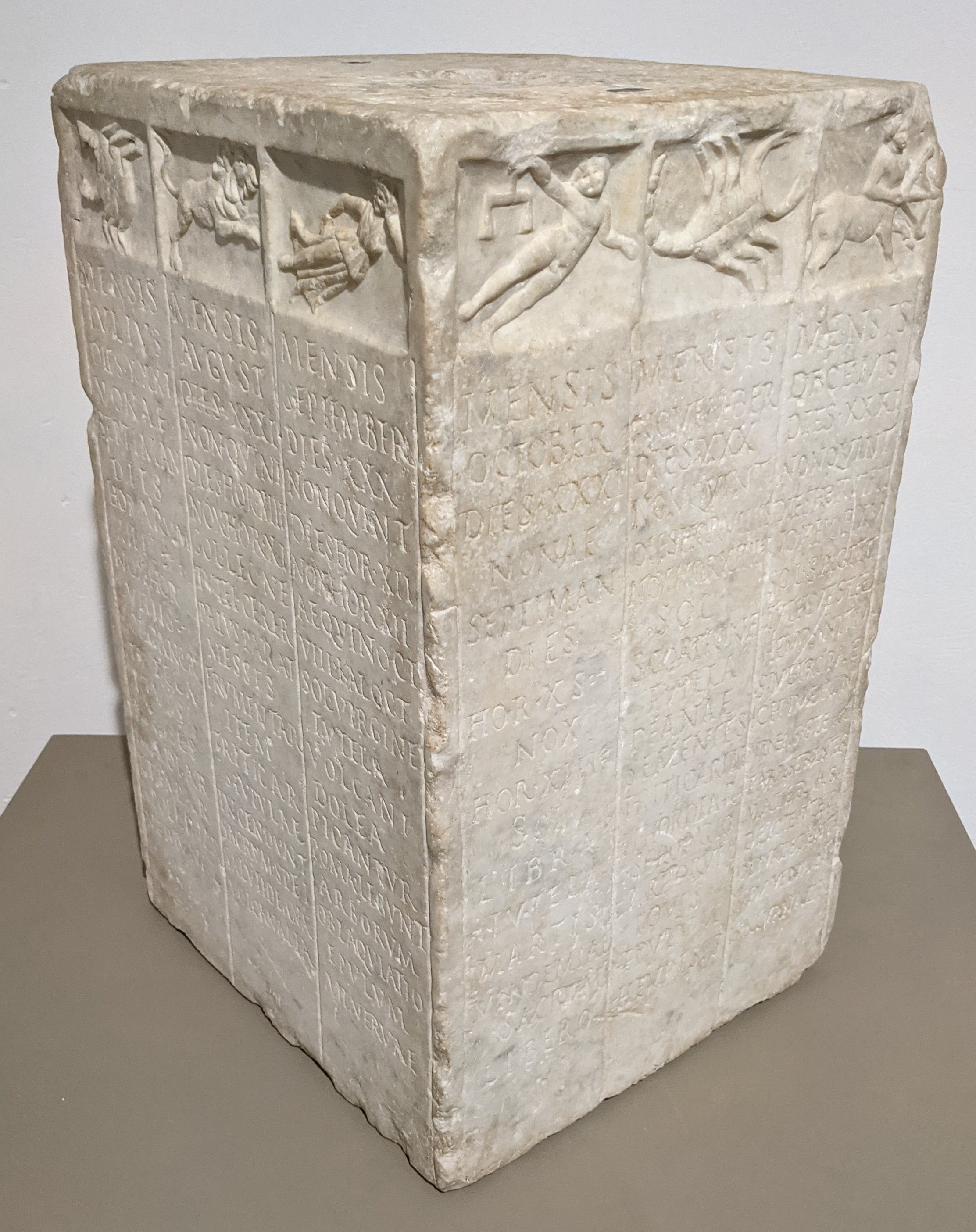
現藏於那不勒斯國立考古博物館，在羅馬發現的公元1世紀時的Menologium Rusticum Colotianum。

被認為是早期曆書的文本是在近東發現的，其年代可以追溯到西元前第二個千禧年中期。它們通常被稱為hemerologics，源自希臘語「hēmerologion」，意為「行事曆」（源自「hēmera」，意思是「日」）。其中之一就是所謂的巴比倫曆書，它列出了有利和不利的日子，並給出了每個日子該做什麼的建議。已經發現了針對不同使用群的連續變化和版本。埃及的好時刻和壞時刻清單也被發現，每天有三次。這些預測中許多與天體事件有關。尼羅河流域的洪水是古埃及最重要的事件，預計將發生在夏至，但由於幾個世紀以來，民用曆每年只有365天，所以日期會在日曆（行事曆）上漂移。天狼星的第一次偕日升被用於它的預測，這種做法，對一些恆星的觀測及其與一些事件的聯繫，顯然得到了傳播。
希臘曆書，被稱為「氣候曆」（parapegma），以一塊刻有文字的石頭的形式存在，可以移動木樁插入上面的鑽孔，以表示月份的日子，因此得名。還有書面文字，根據第歐根尼·拉爾修（Deogenes Laërtius），「氣候曆」是德謨克利特所著的一本書的標題。亞歷山大的天文學家托勒密（2世紀）寫了一篇論文：《相位》—「恆星的相位和天氣變化的收集」是其標題的完整翻譯—其核心是天文與氣候的變化。一個季節性規則天氣變化的日期清單，日出或日落時恆星或星座首次的出現和最後的出現，以及至日等太陽事件，所有這些都是根據太陽年組織的。  隨著天文計算的進行，預期會出現天氣現象，這些現象是由過去各個權威機構的觀測摘要組成的。「氣候曆」已經創作了幾個世紀。托勒密認為，天文現象導致了季節性的天氣變化；他對這些事件之間沒有確切相關性的解釋是，其它天體的物理影響也發揮了作用。因此，對他來說，天氣預報是占星術的一個特殊分支。
現存的羅馬「柯洛提安農事曆」將全年的太陽資訊以及農業活動與月份的守護神和羅馬節日相結合。到了帝國時期，每個月都以其主要占星符號的插圖開頭，與羅馬農耕相匹配；後者通常將不同活動的適當條件與該時期的恆星相結合，而不是使用民用曆。

### 星曆表、zijs和表格
曆書的起源可以追溯到古代巴比倫天文學，當時製作了行星週期表來預測月球和行星現象。 後來在中世紀伊斯蘭天文學也撰寫了類似的論文，稱為Zij。
現代曆書與巴比倫、托勒密和Zij表的不同之處在於，「曆書中的條目直接給出了天體的位置，不需要進一步計算」，這與基於托勒密的《天文學大成》更常見的「輔助天文表」形成鮮明對比。這種現代意義上已知最早的年鑒是1088年由扎卡里（拉丁化為Arzachel）在伊比利半島，西班牙的托雷多撰寫的《阿札爾奎爾曆書》。這項工作提供了1088年至1092年四年間太陽、月球和行星的每日真實位置，以及許多其它相關表格。這部作品的拉丁語翻譯和改編出現在12世紀的「托雷多星曆表」和13世紀的阿方索星曆表。

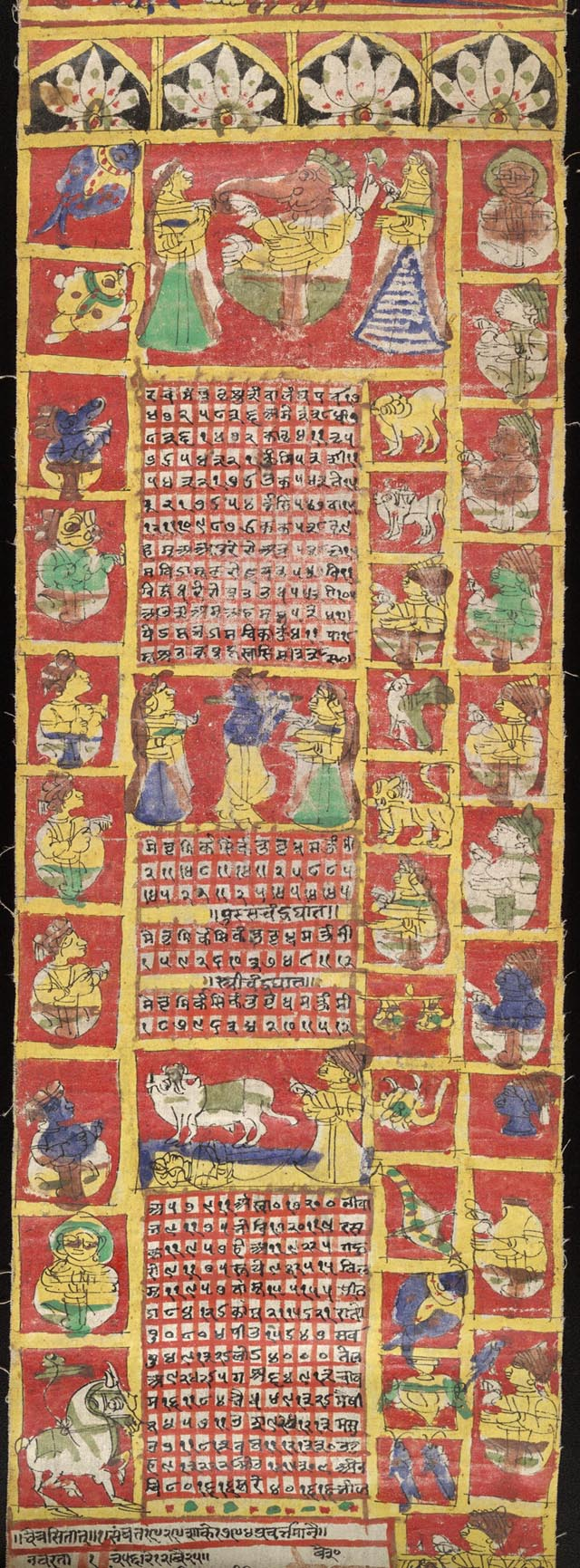
1871年至1872年印度曆書中的一頁。

### 中世紀的例子

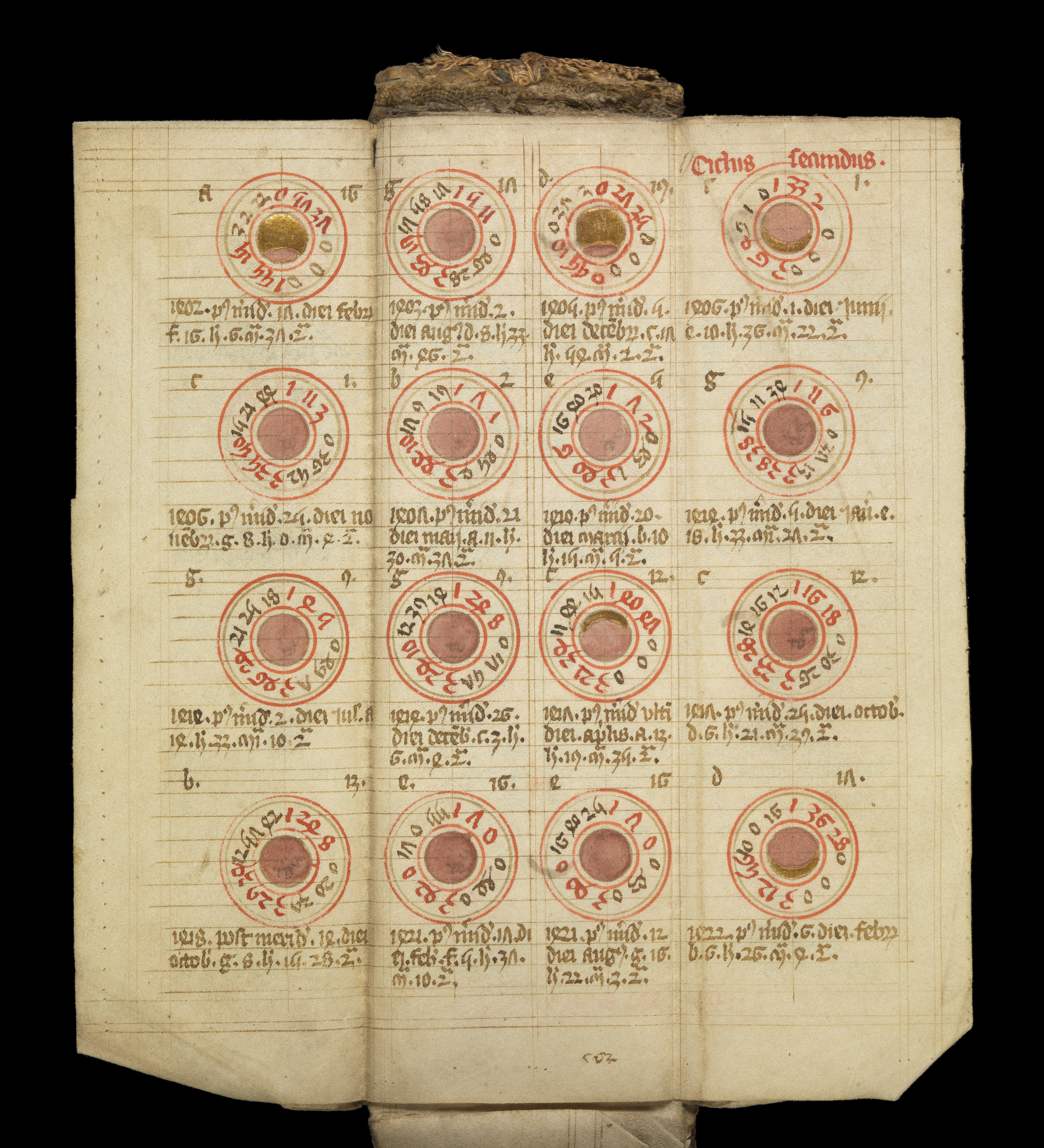
MS. 8932：中世紀的折疊曆書（15世紀） Wellcome Images, Wikimedia Commons

在曆書被設計出來之後，人們仍然認為預測恆星和潮汐的運動與占卜預測未來之間，在意義上幾乎沒有區別。因此，早期的曆書不僅包含自然資訊，還包含一般的占星術。一個例子是1387年至1405年間在英國製作的折疊曆書：西方曆書MS.8932（倫敦威康收藏），這是一本有占星表和圖表的行事曆，醫生們使用它，來利用其中與健康有關的占星資訊。1150年，所羅門·雅庫茨創建了這樣一本曆書，被認為是最早的現代曆書之一。大英博物館、牛津大學和劍橋大學都有12世紀曆書的副本。1300年，達西亞的彼得（數學家）創建了一本曆書（牛津薩維里圖書館）；同年，OFM的羅傑·培根也製作了自己的曆書。1327年，沃爾特·德·埃爾維斯創建了一本曆書；後來，在1380年約翰·薩默斯創建了牛津曆書。1386年，牛津大學的尼古拉斯·德·林恩出版了一本曆書。1457年，古騰堡在美因茨出版了第一本印刷版曆書（比著名的《聖經》早八年）。蒙塔努斯地區（Regio-Montanus）於1472年出版了一本曆書（紐倫堡，1472年），並持續印刷了幾個世紀。1497年，{{link-en|[理查·平森|Richard Pynson]}從法語翻譯而來的《牧羊人曆書》成為第一本用英語印刷的曆書。

### 近代早期

#### 英格蘭
到16世紀下半葉，安東尼·阿斯卡姆、托馬斯·巴克明斯特、約翰·戴德和加布裏埃爾·弗蘭德等作家在英國製作了年度的曆書。在17世紀，英語曆書是僅次於聖經的暢銷書；到17世紀中葉，每年生產40萬册曆書（完整的清單在 English Short Title Catalogue （页面存档备份，存于））。直到1775年解除管制，出版的公司一直保持著對英格蘭曆書出版的豐厚利潤的壟斷。理查德·阿勒斯特雷（不要與伊頓公學教務長理查德·阿勒斯特雷，1621/22-1681，混淆）寫了一本更受歡迎的英語曆書，從1617年到1643年每年出版一卷，但他的曆書絕不是最早或持續發行時間最長的曆書。
諷刺這類出版品的作品出現在16世紀末。在接下來的一個世紀裏，一位化名為「火燒島騎士窮理查」的作家開始出版一系列這樣的模仿作品，題為《窮理察的曆書》。1664年發行的系列雜誌指出：「本月，無論是在肯特郡還是基督教世界，我們可能會聽到一些男人、女人或孩子的死亡。」

#### 英屬美洲和美國
威廉·皮爾斯（英語：William Pierce）1639年的《為新英格蘭計算的曆書》是在英屬美洲的十三殖民地印刷的第一本曆書。這本曆書是史蒂芬·大冶每年在麻塞諸塞州劍橋印刷的一系列此類出版品中的第一本。麻塞諸塞州的劍橋/波士頓地區很快成為殖民地第一個每年出版曆書的中心，費城在18世紀上半葉追隨其後。
[[麻塞諸塞州Dedham的納撒尼爾·艾姆斯於1725年出版了廣受歡迎的《天文學日記和曆書》，此後每年出版一次约1732。詹姆斯·富蘭克林 (印刷商)從1728年到1735年，每年出版《可憐的羅賓》的《羅德島曆書》。詹姆斯的兄弟本傑明·富蘭克林於1732年至1758年在費城出版他的年度《窮理查的曆書》。
麻塞諸塞州帕克斯頓的塞繆爾·斯特恩斯出版的《北美曆書》，從1771年到1784年每年出版一次，以及第一本美國航海曆書：《航海行事曆》或1783年的《航海曆書》。來自馬里蘭州埃利科特城上磨坊的安德魯·艾利科特，他撰寫了一系列年名為《美國年鑒》的曆書，已知其中最早的副本日期為1782年。本傑明·班納克（英語：Benjamin Banneker）是一位生活在埃利科特磨坊附近的自由非裔美國人，他於1792年至1797年創作了一系列曆書。

### 當代使用
現時出版的曆書，如《惠特克年鑒》，已經將其範圍和內容擴展到了歷史同行之外。現代年鑒包括涵蓋整個世界的統計和描述性數據的全面介紹。內容還包括對主題發展的討論和對近期歷史事件的總結。 其它現時出版的年鑒（約2006年）包括《時代年鑒》、《世界年鑒》、《農民年鑒》和《老農夫年鑒》以及《農村和都市民俗年鑒》。於2015年至2016年在加利福尼亞州西馬林出版的《春曆》（或音譯為《因弗內斯年鑒》）是一本年鑒/文學期刊。2007年，哈羅史密斯郡的《生活雜誌》推出了一本以加拿大語撰寫，包含加拿大所有內容的《加拿大年鑒》。非營利農業組織「Greenhorn」現時出版了《新農民年鑒》，為年輕農民提供資源。
年鑒涵蓋的主要主題（反映在其目錄中）包括：地理、政府、人口統計、農業、經濟和商業、健康和醫學、宗教、大眾媒體、運輸、科學和科技、體育以及獎項/獎品。
其它例子包括由哥倫比亞圖書與資訊服務出版的《美國政治年鑒》，《英國政治年鑒》，《瓦普西皮尼康年鑒》和《農民行事曆》，以及自1861年起在加泰羅尼亞出版的《加泰隆尼亞語年鑒》。
做為每個GPS衛星傳輸數據的一部分，包含星座中所有衛星的粗略軌道和狀態資訊、電離層模型以及將GPS匯出的時間與協調世界時（UTC）相關資訊的GPS曆書。因此，GPS曆書提供了與古巴比倫曆書類似的目標，即尋找天體。
國家地理兒童每年出版一系列名為「年鑒」（如《2025年鑒》）的書籍，其中通常包含有關動物、科學技術和自然世界等方面的資訊。

## 註解
1. ↑  新年每1441會與夏至重合，這被稱為天狼周。

## 進階讀物
- Drake, Milton. . New York: Scarecrow Press. 1962  [August 27, 2021]. LCCN 62010127. OCLC 1024176442 –Internet Archive.
- Tomlin, T.J. . Oxford, England: Oxford University Press. 2014.

## 外部連結
- 美國曆書收藏 （页面存档备份，存于），鮑爾州立大學數位媒體資料庫，包含主要在18世紀於美國出版的曆書代表樣本。
- 時間、潮汐和補品：美國的專利藥物曆書 （页面存档备份，存于）。美國國家醫學圖書館。
- 世界曆書和百科全書（1917年） – 典型的20世紀曆書，在互聯網、電視和廣泛使用廣播之前，從美國的角度覆蓋世界。
- 老農夫曆書 （页面存档备份，存于）
- 農夫曆書 （页面存档备份，存于）
- Lindsey Eckert. . Soundcloud (). 愛丁堡大學. May 2015  [3 February 2016]. （原始内容存档于April 8, 2022）.